# Policarp Malîhin
Policarp Malâhin (n. 9 martie 1954, Segarcea, România) este un caiacist român, laureat cu bronz la Montreal 1976.

## Distincții
- Ordinul „Meritul Sportiv” clasa a III-a (18 august 1976) „pentru rezultatele deosebite obținute la Jocurile olimpice de vară de la Montreal – 1976, precum și pentru contribuția adusă la dezvoltarea activității sportive și la creșterea prestigiului sportului românesc pe plan internațional”[2]